# Typ MBC
| Typ MBC                      | Typ MBC                                           |
| ---------------------------- | ------------------------------------------------- |
| Keine Abbildung vorhanden    |                                                   |
| Technische Daten (Überblick) |                                                   |
| Werft:                       | VEB Mathias Thesen Werft, Wismar                  |
| Vermessung:                  | 15.780 BRT / 8855 NRT                             |
| Tragfähigkeit:               | 22.000 t                                          |
| Länge über Alles:            | 178,00 m                                          |
| Länge zwischen den Loten:    | 167,40 m                                          |
| Breite:                      | 22,86 m                                           |
| Seitenhöhe:                  | 14,00 m                                           |
| Tiefgang:                    | 10,09 m                                           |
| Antrieb:                     | 1 × K8Z 70/120E Dieselmotor auf 1 × Festpropeller |
| Gesamtleistung:              | 8240 kW                                           |
| Geschwindigkeit:             | 15,5 Knoten                                       |
| Besatzung:                   | 31                                                |

Die Frachtschiffe des Typs MBC (Multi-Bulk-Container) der Mathias-Thesen-Werft sind eisgängige kombinierte Massen-, Stückgut- und Containerfrachter.

## Geschichte
Hergestellt wurde die Serie 1980 bis 1982 in sechs Einheiten. Verwendet werden die aus dem Typ OBC weiterentwickelten Schiffe außer zum Transport von Massengütern und Erzen, für die Trampschifffahrt mit Massen- und Stückgütern, sowie Containern und Walzstücken/Massenstückgütern. Daher auch das Kürzel Multi (Mehrzweck), Bulk (Massengut), Container. Die Schiffe der Baureihe wurden alle in die Bundesrepublik exportiert.

## Technik
Im Zuge der Weiterentwicklung des OBC wurden die Laderaummaße für den Containertransport optimiert und Zwischendecks für die Laderäume 2 bis 4 vorgesehen, um die Ladungsflexibilität zu verbessern.
Angetrieben werden die Schiffe von einem in MAN-Lizenz gefertigten 8240-kW-Zweitakt-Dieselmotor des Typs K8Z 70/120E des Herstellers VEB Dieselmotorenwerk Rostock, der direkt auf einen Verstellpropeller wirkt und verfügen über ein Bugstrahlruder.
Die eisverstärkten Rümpfe der Doppelhüllenschiffe sind in Sektionsbauweise zusammengefügt. Das Deckshaus ist klimatisiert.
Die fünf Laderäume mit einem Rauminhalt von 24.000 m³ Kornraum und 23.600 m³ Ballenraum haben einen Decköffnungsgrad von 76,5 % und werden mit hydraulischen Faltlukendeckeln seefest verschlossen. Es können bei Bedarf, 863 TEU-Container transportiert werden, wobei 150 Anschlüsse für Kühlcontainer zur Verfügung stehen. Die Schiffe sind mit drei Schiffsdoppelkränen von 25/50 Tonnen Kapazität ausgerüstet.

## Die Schiffe der Serie
- 1980, Baunummer 120, Papagena
- 1980, Baunummer 121, Pamina
- 1981, Baunummer 122, Paloma
- 1981, Baunummer 123, Palapur
- 1982, Baunummer 124, Stepha Reeckmann
- 1982, Baunummer 128, Dagmar Reeckmann